# Thalía Sodi
Ariadna Thalía Sodi Miranda (Mexico-Stad, 26 augustus 1971) is een Mexicaans zangeres en actrice. Thalía is een van de bekendste Latijns-Amerikaanse artiesten en heeft wereldwijd meer dan 10 miljoen platen verkocht. In 2013 kreeg ze een ster op de Hollywood Walk of Fame.

## Biografie
In 1984 werd Sodi gevraagd voor de hoofdrol in een theaterproductie van de musical Grease in Mexico-Stad. Aan deze productie namen veel leden van de toen zeer populaire groep Timbiriche deel. Van 1986 tot 1989 was Sodi lid van deze groep. In dezelfde periode maakte ze haar televisiedebuut met hoofdrollen in de televisiesoaps, voordat ze in 1989 naar Los Angeles trok, waar ze zang- en toneelles kreeg en aan een nieuwe carrière begon.
Sinds december 2000 is Sodi getrouwd met Tommy Mottola, de voormalige voorzitter van Sony Music Entertainment. Ze heeft de Amerikaanse nationaliteit aangenomen en leeft tegenwoordig in New York.

## Filmografie
- 1999 - Mambo Café
- 1999 - Rosalinda
- 1995 - María la del barrio
- 1994 - Marimar
- 1992 - María Mercedes
- 1989 - Luz y sombra
- 1988 - Quinceañera
- 1987 - Pobre Señorita Limantour

## Discografie
- 1990: Thalía (1990)
- 1991: Mundo de cristal (1991)
- 1992: Love (1992)
- 1995: En éxtasis (1995)
- 1997: Nandito Ako (1997)
- 1997: Amor a la mexicana (1997)
- 2000: Arrasando (2000)
- 2002: Thalía (2002)
- 2003: Thalía (2003)
- 2005: El sexto sentido (2005)
- 2008: Lunada (2008)
- 2012: Habítame siempre (2012)
- 2014: Viva Kids Vol. 1 (2014)
- 2014: Amore mio (2014)
- 2016: Latina (2016)
- 2018: Valiente (2018)
- 2020: Viva Kids Vol. 2 (2020)
- 2021: Desamorfosis (2021)

## Hitlijsten

### Singles
| Single met eventuele hitnotering(en) in de Nederlandse Top 40 | Datum van verschijnen | Datum van binnenkomst | Hoogste positie | Aantal weken | Opmerkingen |
| ------------------------------------------------------------- | --------------------- | --------------------- | --------------- | ------------ | ----------- |
| I Want You                                                    | 2003                  | 13-09-2003            | 33              | 2            | met Fat Joe |

| Single met hitnotering(en) in de Vlaamse Ultratop 50 | Datum van verschijnen | Datum van binnenkomst | Hoogste positie | Aantal weken | Opmerkingen       |
| ---------------------------------------------------- | --------------------- | --------------------- | --------------- | ------------ | ----------------- |
| Mis deseos / Feliz Navidad                           | 2011                  | 17-12-2011            | tip53           | -            | met Michael Bublé |